# جوی ویلیامز
جوی ویلیامز (انگلیسی: Joey Williams؛ ژوئن ۱۹۰۲ – ۱۹۷۸ (۷۶ سال)") بازیکن فوتبال اهل بریتانیا بود.
از باشگاه‌هایی که در آن بازی کرده‌است می‌توان به باشگاه فوتبال میدلزبرو، باشگاه فوتبال آرسنال، باشگاه فوتبال کارلایل یونایتد، باشگاه فوتبال هادرزفیلد تاون، و باشگاه فوتبال استوک سیتی اشاره کرد.
وی همچنین در تیم ملی فوتبال FA XI بازی کرده‌است.